# Jesús Cisneros (actor)
Jesús Cisneros (Talavera de la Reina, 1962-) es un actor español.

## Biografía
Formado en el teatro, su debut cinematográfico se produce en 1987 en la película La estanquera de Vallecas, de Eloy de la Iglesia, a la que seguiría ese mismo año Luna de lobos, de Julio Sánchez Valdés.
Inmediatamente después, vuelve a los escenarios, y en 1989 comparte tablas con Florinda Chico y con la que más tarde se convertiría en su esposa, la actriz Yolanda Arestegui en la obra La Mamma.
En marzo de 1992 da el gran salto a la televisión, cuando es contratado por Antena 3 para sustituir a Consuelo Berlanga al frente del magazine Tan contentos. Tras esa experiencia, permanece en la cadena y entre 1991 y 1993 acompaña a Nieves Herrero en la presentación del programa de entrevistas De tú a tú. En 1992 graba su primer disco Sólo Para Los Dos.
También en 1993 se hace con el papel de Sátur, el eterno enamorado de Trini (Lydia Bosch) en Lleno, por favor, la serie más vista de la temporada. 
Otra de las grandes oportunidades le llega en el momento de coprotagonizar la película La Lola se va a los puertos (1993), de Josefina Molina, que supone el regreso de Rocío Jurado al cine tras diecisiete años de ausencia.
En ese momento de máxima popularidad, Jesús Cisneros graba incluso un disco de corte melódico Adicto a ti (1995), dirigido al público juvenil. Al año siguiente participa en el Festival de Benidorm con una canción de ese álbum, "María", clasificándose en cuarto puesto.
En los siguientes años, y excepto algunas incursiones en cine (El amor perjudica seriamente la salud, 1996) o la televisión (Al salir de clase, 1997-1998 y El Súper: historias de todos los días, 1999), ha centrado su carrera en el mundo del teatro, llegando a crear compañía propia en 1999. 
Entre las obras que ha interpretado figuran: La noche del sábado (1991), de Jacinto Benavente, Calígula (1994), de Albert Camus, La dama duende (1998), Descalzos por el parque (1999), Don Juan Tenorio (1999) -estas dos junto a su esposa-, Pa siempre (2001), Los chicos de la banda (2003), La curva de la felicidad (2005), Sé infiel y no mires con quién (2009) junto a su esposa Yolanda Arestegui, Violines y trompetas (2012), de Santiago Moncada, La pechuga de la sardina (2015), de Lauro Olmo, Dinero negro (2015), de Ray Cooney y Conversaciones con mamá (2019) y  Mentiras inteligentes (2021), junto a María Luisa Merlo. 